# Kulturhaus „Internationale Solidarität“
Das Kulturhaus „Internationale Solidarität“ in der Villa Weigang in Bautzen bestand von 1953 bis 1963 und war eine Einrichtung zur kulturellen und allgemeinen Betreuung westlicher Deserteure.

## Geschichte
Die Einrichtung wurde zunächst von der Sowjetarmee betrieben und im Laufe des Jahres 1953 an die DDR-Behörden übergeben. Da die innerdeutsche Grenze in den 1950er Jahren noch relativ leicht überschritten werden konnte, passierte es immer wieder, dass Angehörige der in der Bundesrepublik Deutschland stationierten westalliierten Besatzungstruppen in die DDR überliefen. Die Motive dafür reichten von der Angst vor Bestrafung wegen der Überschreitung von Urlaubsfristen, Trunkenheit und unerlaubter Entfernung von der Truppe bis zu tatsächlichen politischen Sympathien für den Sozialismus und damit verbundene Erwartung eines besseren Lebens in der DDR. Für die Sowjets, aber mehr noch die Behörden der jungen DDR ergab sich damit die – zumindest potenzielle – Möglichkeit, diese Übersiedler im Sinne der von der UdSSR und ihren Verbündeten im Kalten Krieg vertretenen politischen Positionen zu instrumentalisieren. Vor allem aus diesem Grund erhielten die Deserteure, bei denen es sich zum Teil um Analphabeten und Personen mit geringer Ausbildung handelte, Schulunterricht, vor allem in den Fächern Deutsch und Mathematik, sowie die Möglichkeit einer beruflichen Ausbildung im Bautzener VEB Lokomotiv- und Waggonbau (LOWA). Mehrere Übersiedler entschlossen sich im Anschluss daran zur Aufnahme eines Studiums. Für die Deserteure, von denen die meisten in Privatquartieren bzw. Hotels in Bautzen und Umgebung untergebracht waren, wurden außerdem Filmvorführungen, Spielnachmittage und politische Schulungen bzw. Diskussionen veranstaltet. Weiterhin organisierte die Heimleitung Ausflüge in die Umgebung und Urlaubsreisen, etwa an die Ostsee. Auch wenn ein größerer Teil der Deserteure den Erwartungen der Behörden nicht entsprach, wurde das Kulturhaus doch zum Ausgangspunkt einer Reihe gelungener Eingliederungen in die DDR. Einige der ehemaligen Deserteure erlangten in der DDR sogar eine gewisse Prominenz, wie der Sänger James W. Pulley oder der Journalist und Publizist Victor Grossman. Im Laufe der Jahre, besonders aber nach dem Mauerbau nahm die Zahl der Deserteure immer mehr ab, sodass die Einrichtung 1963 geschlossen, ihre Aufgaben zunächst von einem kleineren sogenannten Bezirksaufnahmeheim in Kraftsdorf bei Gera, bis in die 1970er Jahre dann von einem neugeschaffenen Objekt in Briesen wahrgenommen wurden. (Letzteres diente auch der Aufnahme von RAF-Aussteigern in der DDR.)